# Afambo
Afambo es uno de los 29 woredas, o distritos, en la región Afar de Etiopía. Su nombre se debe al lago Afambo, situado en la frontera con el woreda de Asayita, cerca de la frontera internacional con Yibutí. Forma parte de la Zona Administrativa 1, limita al sur con la región de Oromia, al oeste con el woreda de Dubti, al norte con el woreda de Asayita, y al este con Yibuti. 
El único río perenne en Afambo es el Awash, el principal río del país, que pasa por el lago Afambo, y una cadena de lagos al sur y al este de ella: Laitali, Gummare, Bario, y el lago Abbe.
Según las cifras publicadas por la Agencia Central de Estadística de Etiopía en 2005, este distrito cuenta con una población total estimada de 16.727, de los cuales 7.938 son hombres y 8.789 son mujeres.